# Département de Molinos
Pour les articles homonymes, voir Molinos.
Le département de Molinos est une des 23 subdivisions de la province de Salta, dans le nord-ouest de l'Argentine. Son chef-lieu est la ville de Molinos.
Le département a une superficie de 3 600 km2. Sa population s'élevait à 5 565 habitants en 2001.
Il se trouve au sud-ouest de la province, entre les départements de Los Andes, de Cachi, de San Carlos et la province de Catamarca. Sa superficie est de 3 600 km2 et sa population était de 5 565 habitants en 2001. Il ne comprend que deux municipes: Molinos et Seclantás.

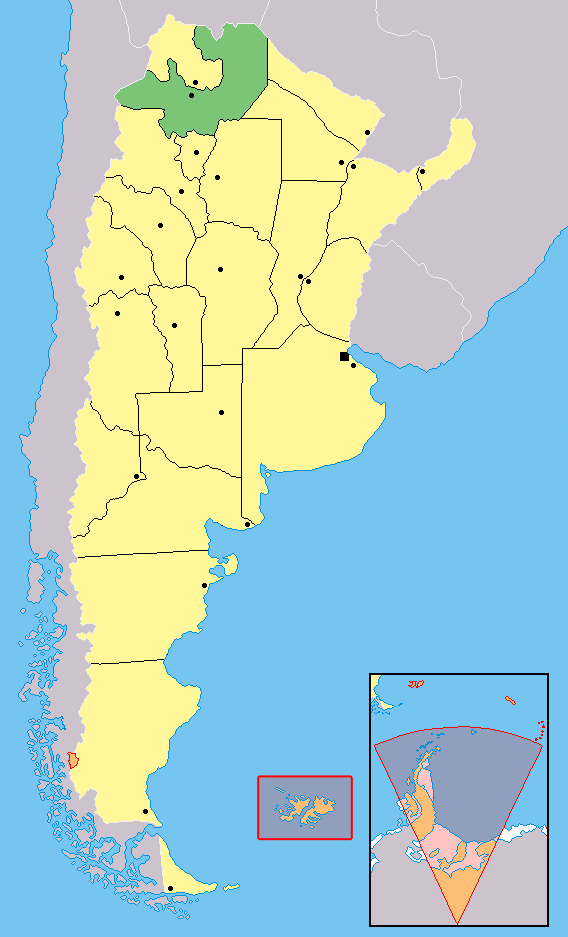
Localisation de la province de Salta en Argentine

Le Río Calchaquí traverse le département du nord au sud, et y forme de superbes paysages.
On y cultive la vigne (les vignobles les plus importants sont ceux de Colomé et de Tacuil), du maïs, des légumes.